# Antonio Pasculli
Antonio Pasculli (* 13. Oktober 1842 in Palermo; † 23. Februar 1924 ebenda) war ein italienischer Oboist und Komponist.

## Leben
Antonio Pasculli war im ausgehenden 19. Jahrhundert in Italien sehr populär, als dort für kurze Zeit Konzerte für Blasinstrumente „in Mode waren“; nach der Jahrhundertwende geriet er schnell wieder in Vergessenheit. Wie es zu seiner Zeit gängige Praxis war, griff er für seine Vorträge Themen aus bekannten Opern (beispielsweise von Vincenzo Bellini, Gaetano Donizetti, Gioacchino Rossini und Giuseppe Verdi) auf, die er dann zu Fantasien für Oboe umarbeitete. Charakteristisch für seinen Stil sind sehr schnelle Tonleitern und gebrochene Akkorde, die dem Solisten buchstäblich kaum Zeit zum Atem holen lassen.

## Werk
Einige der z. T. unlesbaren Manuskripte, sowie die Instrumente des Oboisten wurden von seinen beiden damals (1985) noch lebenden Töchtern Concetta (geb. 1898) und Laura (geb.1902) dem italienischen Oboisten Omar Zoboli in Anerkennung seiner Verdienste um Pascullis Werk geschenkt.
Einige Werke von Antonio Pasculli in Neuausgaben von O. Zoboli:
- Ricordo di Napoli für Oboe und Streicher
- I Vespri Siciliani (Musica Rara)
- Poliuto (Musica Rara)
- 15 Capricci a guisa di studi

Bearbeitungen
- Seine Bearbeitungen von La favorita und I vespri siciliani und sein Stück Le Api wurden auf Anregung Zobolis von Giacomo Zani als Orchesterversionen instrumentiert (Sonzogno, Milano).